# أحمد عبد الغفور عطار
أحمد بن عبد الغفور عطار أديب وشاعر سعودي ومؤسس صحيفة عكاظ السعودية عام 1379 هـ ورئيس تحريرها فترة من الزمن حتى خضعت الصحافة لنظام المؤسسات، وصاحب ورئيس تحرير مجلة «كلمة الحق» أصدر منها أربعة أعداد شهرية وأوقف إصدارها للظروف المالية التي واجهتها.
أنشأ مطبعة حديثة لطباعة جريدته عكاظ فلما ألغيت صحافة الأفراد لتقوم صحف المؤسسات، أنشأ مؤسسة عكاظ للصحافة والنشر، وما تزال الجريدة تصدر وتذكر في كل عدد جملة «أسسها أحمد عبد الغفور عطار» كما فكر في تأسيس دار للطباعة والنشر وحصل على رخصتها رسميا تحت اسم «دار النشر للعطار» وذلك عام 1405 هـ، كما شغل منصب مستشار بالديوان الملكي كما عمل رئيساً لمجلس إدارة مؤسسة عكاظ. توفي في جدة في يوم الجمعة السابع عشر من رجب عام 1411هـ عن عمر يناهز 77 عاماً. وهو من الأدباء الذين تحدثوا عن الإسلام وأسرار الشريعة في قضايا العبادات والمعاملات وآراء هذا الكتاب وأفكاره مقبولة عند مختلف المسلمين.

## نشأته
ولد أحمد عبد الغفور عطار النور في منطقة تدعى جبل الكعبة المطل على الحرم المكي الشريف وكان ذلك في 14/ 12/ 1337هـ ونشأ في حي المسفلة العريق، وتلقى علومه حتى حصل على شهادة المعهد العلمي السعودي بمكة المكرمة عام 1354هـ، وفي شهر ربيع الثاني عام 1357هـ عُين موظفاً بالأمن العام في مكة المكرمة إلى عام 1359هـ حيث تفرغ للبحث والتأليف، ومنذ طفولته كان تواقا للعلم والمعرفة حيث استفن ذلك الزخم والتوهج في العلم من والده عبد الغفور عطار حيث كان عالما بالكتاب والسنة ودارساً للمذهب الحنفي كما أنه كان من تجار العطور والمنسوجات الحريرية والعمائم وقد استفاد عبد الغفور عطار من أسفاره في معرفة ثقافات الشعوب بينما تعهد أبنائَه بالعلم والمعرفة.
أبجدية المعرفة:
عندما بلغ السادسة من عمره أدخله والده إلى مدرسة دار الفائزين بمكة المكرمة، كما كان يقرأ على والده القرآن الكريم ويرافقه إلى الحرم المكي بشكل دائم، وكان والده يتوقع له مستقبلاً مشرقاً. وبعدما أنهى العطار دراسته في مدرسة دار الفائزين التحق بالمعهد العلمي السعودي عندما بلغ عمره الأربع عشرة سنة، وقد تفوق العطار على أقرانه في التعليم وإخوته، وبعد أن أنهى دراسته في المعهد ابتُعث لإكمال دراسته في مصر، فالتحق بكلية دار العلوم منتسباً، وكلية الآداب مستمعاً، ولم يكمل دراسته لظروف خاصة، وخلال الدراسة ظهر شغفه بالصحافة والأدب وخاصة الشعر، ثم أكمل تثقيف نفسه وتعليمها ذاتياً.

## رحلته الثقافية والأدبية

### اهتمامه بالصحافة
كان أحمد عبد الغفور عطار منذ صغره مغرما بالعمل الصحفي وقد كانت هناك مجلة تصدر محلياً تسمى «الرسالة» وقد حفزته لإصدار مجلة أطلق عليها اسم «الشباب الناهض» وكان يقوم بجمعها وتحريرها يدوياً بمساعدة زملائه في المعهد.
ولأن مجلة «الشباب الناهض» كانت تحمل مقالات عديدة فقد جمعها آحمد عبد الغفور عطار في أول كتاب له وهو على مقاعد الدراسة واسماه «كتابي» وفي ذلك الوقت زار الملك فيصل المعهد العلمي حينما كان أميراً للحجاز وفي تلك الزيارة ألقى أحمد عبد الغفور عطار كلمة مرتجلة وقدم للملك فيصل مؤلفه الأول فاطلع عليه وأعجب بتلك المبادرة، وأصدر تعليماته لطباعة "300" نسخة من ذلك الكتاب في مطبعة الحكومة في مكة المكرمة وكان ذلك في عام 1354هـ.
ولم يتوقف شغف العطار بالعلم عند هذا الحد، بل إنه كان تواقاً للاستزادة منه والنهل من بحوره ولم تكن توجد آنذاك معاهد عليا أو كليات فقام مع زملائه الطلاب بتقديم اقتراح إلى مدير المعهد الشيخ إبراهيم الشوري بافتتاح كلية للآداب واستحسن الشيخ هذه الفكرة ونقلها إلى الأمير فيصل.

### صحيفة عكاظ
حصل الأديب العطار على امتياز إصدار صحيفة عكاظ في شهر شعبان من العام 1379هـ وكانت تصدر في ذلك الوقت أسبوعيا، وصدر العدد الأول منها في 3 ذي الحجة من العام 1379هـ وقد كان لصدور عكاظ دويا في تاريخ الصحافة السعودية حيث استقبلها القراء بلهفة لما كان له من سمعة ادبية وشهرة واسعة في العالمين العربي والإسلامي لكونه أديبا ومحققا في كتب التراث الإسلامي والمعاجم، كما حصل على امتياز إصدار مجلة شهرية بعنوان كلمة الحق وهي تعنى بشؤون المجتمع والحياة وكانت تصدر غرة كل شهر من مكة المكرمة وصدر أول عدد منها في غرة محرم من العام 1387هـ.

## جوائز وأوسمه

### محلية
- حصل على ميدالية الاستحقاق تقديراً لإنتاجه الفكري.
- في العام 1404 كرمه الملك فهد بن عبد العزيز بجائزة الدولة في الأدب، وقد كرم معه كل من الأمير عبد الله الفيصل والشاعر طاهر زمخشري.. حيث حصل كل منهم على ميدالية لإنجازاته في اثراء الساحة المحلية بالاعمال الإبداعية.
- كرمه الأمير نايف بن عبد العزيز بشهادة من الدرجة الأولى تقديراً من سموه لخدمته في الأمن العام في بداية حياته.

### عربية
- إن سيرة الأديب الراحل أحمد عبد الغفور عطار وأعماله الأدبية وتأسيسه لصحيفة عكاظ كرست اسمه في العالم العربي كأحد الأدباء المرموقين، حيث تلقى دعوة من الرئيس التونسي السابق الحبيب بورقيبة لزيارة تونس.
- كُرم من الرئيس المصري حسني مبارك.
- حصل آخر كتاباته عن احتلال العراق الكويت على وثيقة التقدير الذهبية من رابطة الأدب الحديث نظير أعماله الأدبية وإثرائه ساحة الفكر والأدب باعماله.
- في ذات السياق تلقى التكريم من قبل المجمع العلمي العراقي حيث كُرم كمفكر وعالم وأديب.
- حصل على عضوية المجمع العلمي السوري وعضوية التآزر والشرف لذات المجمع.

### عالمية
- منح ميدالية البطولة ولقب رئيس التحرير الفخري لجريدة سنترال ديلي نيوز.
- قامت دار النشر البريطانية هاتشرد بطلب نشر حقوق مؤلفاته وإعادة إصدار النافد منها وتعتبر هذه الدار من أعرق دور النشر في العالم.

## أعماله

### 1- مؤلفاته
1- من أشهر مؤلفاته:
- محمد بن عبد الوهاب
- الهوى والشباب (ديوان شعر)
- الخراج والشرائع
- أريد أن أرى الله (مجموعة قصصية)
- الهجرة (مسرحية)
- صقر الجزيرة (3 أجزاء)
- البيان (نقد أدبي)
- مقصورة ابن ديدات (بحث تاريخي أدبي)
- الإسلام والشيوعية
- حرب الأكاذيب
- الفصحى والعامية
- الإسلام طريقنا إلى الحياة
- آراء في اللغة
- الزحف على لغة القرآن
- إنسانية الإسلام
- الإسلام خاتم الأديان
- ابن سعود وقضية فلسطين
- الماسونية
- الكعبة والكسوة منذ أربعة الآلاف سنة حتى اليوم
- دفاع عن الفصحى
- الهجرة
- جحا يستقبل نفسه (مجموعة قصصية)
- الإسلام دين خاص أم عام

2- ألف الأستاذ العطار العديد من الكتب والمؤلفات عن الصهيونية منها:
- الشيوعية وليدة الصهيونية
- اليهودية والصهيونية
- مؤامرة صهيونية على العالم

3- كما عمل على تحقيق العديد من المراجع منها:
- تهذيب الصحاح
- ليس في كلام العرب للإمام ابن خالويه
- آداب المتعلمين ورسائل أخرى في التربية الإسلامية. لابن خلدون وغيره
- الصحاح. للإمام الجوهري 7 أجزاء
- مقدمة تهذيب اللغة، للإمام الأزهري

## حياته الشخصية
كان العطار رجلاً اجتماعياً وشخصية محبوبة لدى معظم الأوساط الأدبية والثقافية، كرس حياته ومواهبه وطاقات نشاطه العقلي لخدمة البشرية، يعشق القراءة والاطلاع والكتابة لدرجة كبيرة، يساعد المحتاج على قضاء حوائجه، كما كان يميل إلى الفكاهة المؤدبة حلو الحديث، متزن معتدل في آرائه، رغم أن حياته لم تكن مفروشة بالزهور بل كان يتخللها الكثير من الأشواك المدببة، حكيم في رأيه سديد في المشورة، ذو علم مكين وثقافة متنوعة شاملة.

## وفاته

### بداية المرض
في العام 1400هـ كان الأديب العطار في قبرص حينما تعرض لجلطة حادة في المخ وعجز عن حمل نفسه وحمل قلمه ليخط به أفكاره، فكانت زوجته تكتب ما كان يمليه عليها من أفكار ومواضيع ومقالات. ولقد كان العطار ذا خط بديع وكان له مجموعة من أقلام ""البوص"" التي كان يكتب بها عناوين كتبه ومؤلفاته بالحبر الشيني الذي كان يطلبه خصيصاً لذلك الغرض.ولما تماثل للشفاء بعد شهرين من أزمة المرض بدأ يسترد عافيته رويداً رويداً ورغم مرضه إلا أنه ظل مدافعاً قوياً عن الإسلام واللغة العربية ولم يقف موقفاً سلبياً من أي منهما فقد كان في ركض دائم بين الكتابة والمشاركة كما كانت له مشاركات منبرية في الأندية الأدبية ومنها نادي جازان الأدبي ونادي مكة الثقافي ونادي الوحدة الرياضي، حيث كُرم في كافة هذه المرافق فقد كان يحضر هذه الفعاليات التكريمية رغم مرضه.

### آخر مقالاته
وحينما اشتد عليه المرض أُدخل المستشفى بجدة، ورغم ذلك فإنه لم يفترق عن «صاحبيه» ""القلم والكتاب""، وأذكر ان آخر مقال له كتبه وهو على سرير المرض وكان ذلك في العام 1990 حينما احتل العراق دولة الكويت الشقيقة، حيث كتب مقالاً كشف فيه نظام صدام حسين عنوانه (صدام حسين طاغية العصر) وكانت تلك المقالة هي آخر مقالاته المكتوبة.

### وفاته
وقد انتقل إلى رحمة الله في يوم الجمعة السابع عشر من رجب عام 1411هـ على وقت دخول صلاة الجمعة والإمام يرتقي منبر المسجد الحرام.وكان عمره في ذلك الوقت 77 عاماً قضاها في طلب العلم النافع ومدافعاً عن لغة الضاد فهو أهل لأن يكون أحد فرسانها.

## وصلات خارجية
- أحمد عبد الغفور عطار.. فارس الأدب.. وصاحب “كلمة الحق”
- أحمد عبد الغفور عطار.. الأديب الموسوعي الذي برع في كل الآداب والفنون
- عطَّار... عقاد السعودية الذي أعجب طه حسين!